# 上野雄史
上野 雄史（うえの たけふみ）は、日本の会計学者。専門は財務会計。学位は、博士（商学）（関西学院大学・2007年）。静岡県立大学経営情報学部教授・大学院経営情報イノベーション研究科教授。
静岡県立大学経営情報学部准教授などを歴任した。

## 来歴

### 生い立ち
兵庫県立宝塚西高等学校を1996年に卒業し、関西学院大学に進学した。商学部にて学び、2000年に卒業した。そのまま、関西学院大学の大学院に進学し、商学研究科にて学んだ。2002年、商学研究科の博士前期課程を修了し、修士（商学）の学位を取得した。

### 研究者として
2004年より2005年にかけて、京都女子大学の現代社会学部にて講師を務めた。また、その間も在学していた関西学院大学の大学院は、2005年に商学研究科の博士後期課程を単位取得退学した。同年、静岡県立大学に採用され、経営情報学部にて助手に就いた。なお、2007年には、呼称が助手から助教となった。同年、関西学院大学より博士（商学）の学位を授与された。また、同年から翌年にかけては、モスクワ国際関係大学にて客員研究員に就任した。2017年4月からは、静岡県立大学の経営情報学部にて、経営情報学科の准教授を務めていた。また、静岡県立大学の大学院では、経営情報イノベーション研究科にて経営情報イノベーション専攻の准教授も兼務していた。その後、静岡県立大学の経営情報学部にて教授に昇任した。経営情報学部においては、以降も引き続き経営情報学科の講義を担当した。同様に、静岡県立大学の大学院においては、経営情報イノベーション研究科の教授を兼務することとなった。経営情報イノベーション研究科においても、引き続き経営情報イノベーション専攻の講義を担当した。

## 研究
専門は会計学であり、特に財務会計などに関する分野を研究している。具体的には、退職給付という観点から、会計基準や企業の行動を分析し、両者の関連性について研究を行っている。また、保険契約に纏わる会計や、国際会計といった領域の研究も行っている。学会活動としては、国際会計研究学会や日本会計研究学会などに所属しており、2011年には日本年金学会から日本年金学会創立30周年記念賞佳作を授与された。また、2012年には生命保険文化センターから、生命保険文化センター優秀論文賞を授与された。

## 略歴
- 1996年 - 兵庫県立宝塚西高等学校卒業。
- 2000年 - 関西学院大学商学部卒業。
- 2002年 - 関西学院大学大学院商学研究科博士前期課程修了。
- 2004年 - 京都女子大学現代社会学部講師。
- 2005年 - 関西学院大学大学院商学研究科博士後期課程単位取得退学。
- 2005年 - 静岡県立大学経営情報学部助手。
- 2007年 - 静岡県立大学経営情報学部助教。
- 2007年 - モスクワ国際関係大学客員研究員。
- 2011年 - 静岡県立大学経営情報学部講師。
- 2011年 - 静岡県立大学大学院経営情報イノベーション研究科講師。
- 2017年 - 静岡県立大学経営情報学部准教授。
- 2017年 - 静岡県立大学大学院経営情報イノベーション研究科准教授。

## 賞歴
- 2011年 - 日本年金学会創立30周年記念賞佳作。
- 2012年 - 生命保険文化センター優秀論文賞。

## 著作

### 単著
- 上野雄史著『退職給付制度再編における企業行動――会計基準が与えた影響の総合的分析』中央経済社、2008年。ISBN 9784502288302

### 共著
- 平松一夫編著『財務諸表論』東京経済情報出版、2006年。ISBN 9784887091535
- 平松一夫編著『国際財務報告論――会計基準の収斂と新たな展開』中央経済社、2007年。ISBN 9784502277009

## 関連人物
- 平松一夫

## 関連科目
- 会計基準
- 国際財務報告基準
- 財務会計
- 退職給付引当金